# Литература Того
Литература Того развивается преимущественно на французском языке, после обретения Того независимости в 1960 году усилилось влияние также местных языков, в первую очередь — эве; до 1980-х годов письменность из народов Того была только у эве, чей фольклор собран и зафиксирован.
Наиболее значимым тоголезским писателем является родившийся в Дагомее, но большую часть жизни проживший в Того романист Феликс Кушоро, писавший на бытовые и исторические темы. Несмотря на то, что публиковать романы он начал с 1929 года, длительное время писатель был забыт, а следующие литературные тексты из Того датируются только 1950-ми годами.
С 1940-х годов в Того начинает развиваться театральное искусство современного типа, с 1950-х появляются первые местные драматические произведения. Так, в 1956 году Ануму Педро Сантос (фр. Anoumou Pedro Santos) издал пьесу «Фаси» (фр. Fasi). Среди других тоголезских драматургов можно назвать таких, как Сенуво Агбота Зинсу и Косси Эфуи.
Из других известных тоголезских писателей важно отметить таких, как Давид Анану, Виктор Аладжи (фр. Victor Aladji), Ив-Эммануэль Догбе, Тете-Мишель Кпомасси и других.